# Semyon Davidovich Kirlian
Semyon Davidovich Kirlian (Krasnodar, 20 de fevereiro de 1898 – 4 de abril, de 1978) foi um cientista, pesquisador e inventor russo, que, em conjunto com sua esposa, Valentina Khrisanovna Kirliana (? – 1972), professora e jornalista, é considerado haver descoberto isoladamente os efeitos e os fenômenos a envolver campos energéticos de contorno em seres vivos (chamados genericamente auras), bem como haver criado um método para o seu registro fotográfico, chamado bioeletrografia ou kirliangrafia (ou também, impropriamente, fotografia Kirlian).